# Giovanni Guiducci
Giovanni Guiducci (Arezzo, 7 ottobre 1916 – Mar Mediterraneo, 20 aprile 1942) è stato un militare e aviatore italiano, pluridecorato combattente durante la seconda guerra mondiale nelle file del 10º Gruppo, 4º Stormo Caccia Terrestre, venne considerato un asso dell'aviazione da caccia italiana. Decorato con tre Medaglie d'argento, una di bronzo e con la Croce di guerra al valor militare, fu promosso capitano per merito di guerra il 27 febbraio 1941.

## Biografia
Nacque ad Arezzo il 7 ottobre 1916, figlio di un capitano dell’artiglieria da campagna del Regio Esercito. La giovinezza la trascorse tra molteplici attività, e nel 1934 prese parte al Campo Dux, conseguì la licenza liceale e il brevetto di pilota , prese parte come capitano del Quartiere di Porta Santo Spirito al Giostra del Saracino e si arruolò nella Regia Aeronautica, ammesso a frequentare la Regia Accademia Aeronautica di Caserta, Corso Orione. Uscito con il grado di sottotenente, conseguì il brevetto di aliantista a Pavullo e nel giugno 1937 venne assegnato al 4º Stormo Caccia Terrestre.
Promosso tenente, nell’aprile 1938 partì per combattere nella guerra di Spagna, assegnato al XXIII Gruppo Caccia "Asso di Bastoni" (23º Gruppo) dotato dei Fiat C.R.32. Il 18 giugno prende parte a una grande battaglia aerea tra i caccia dell’Aviazione Legionaria e quelli della FARE, sviluppatasi tra Segorve e Sagunto. Qualche giorno appresso, dopo aver abbattuto un caccia Polikarpov I-16, il suo aereo fu a sua volta colpito ed egli è costretto a lanciarsi con il paracadute prendendo terra in territorio controllato dalle truppe repubblicane e venendo fatto prigioniero. Ferito ad una gamba viene condotto a Valencia, dove è sottoposto a duri interrogatori, e quindi trasferito per via aerea a Barcellona insieme al sottotenente Franco Lucchini. Rinchiuso nella prigione di Figueras, riesce ad evadere su un autocarro il 5 febbraio, insieme ad altri prigionieri, favoriti da un ufficiale di guardia che il giorno 28 gennaio aveva rifiutato di consegnarli ad una banda di anarchici, sottraendoli a sicura fucilazione, e raggiunge la frontiera con la Francia il giorno 11. Rientrato in Italia riprende servizio presso la 90ª Squadriglia, 10º Gruppo, 4º Stormo Caccia Terrestre, decorato con la prima Medaglia d'argento al valor militare.

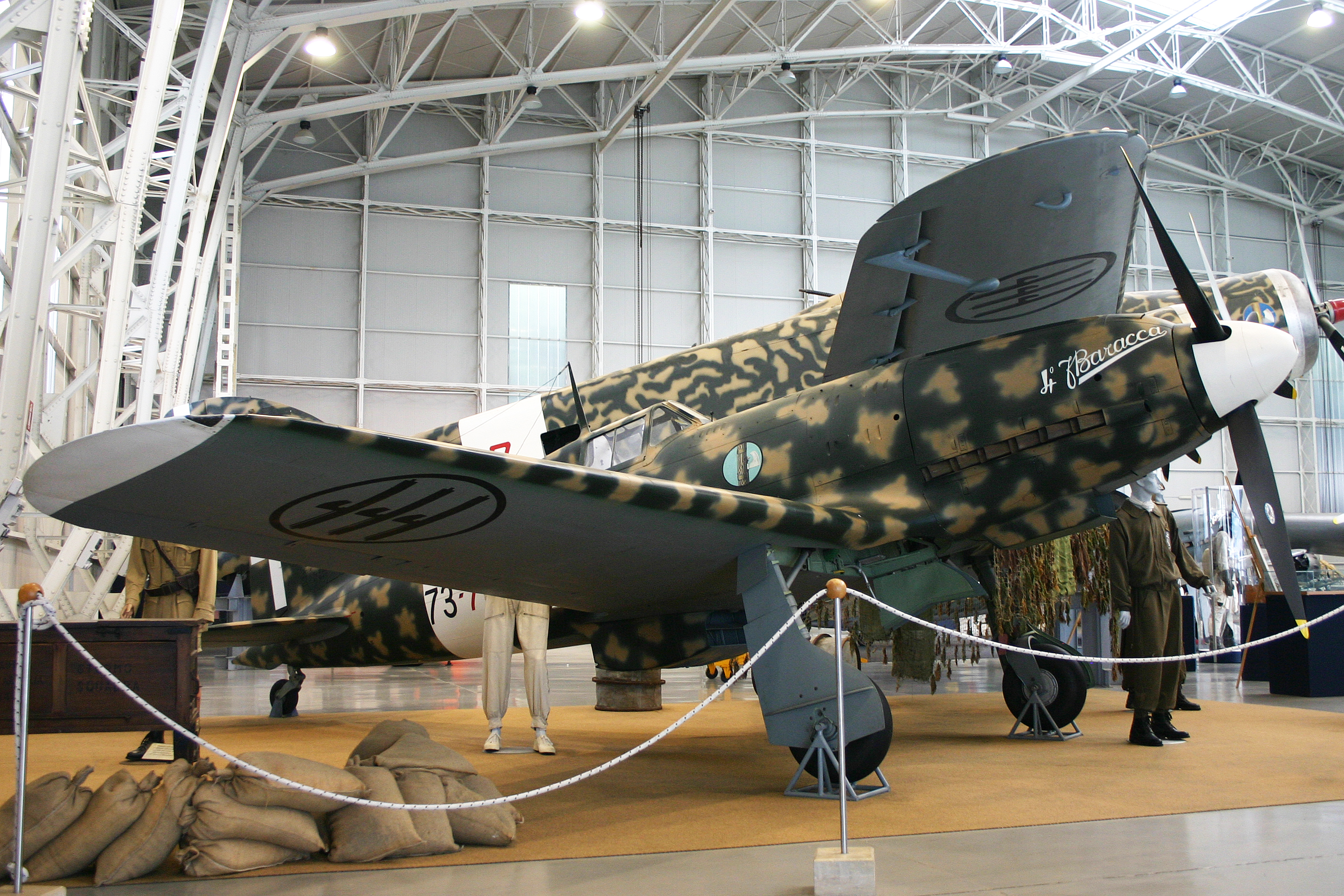
Un esemplare di Aermacchi C.202 Folgore con i colori del 4º Stormo Caccia terrestre, esposto presso il Museo dell'Aeronautica di Vigna di Valle.

All’atto dell'entrata in guerra dell’Italia, avvenuta il 10 giugno 1940, il suo reparto presta servizio in Africa settentrionale, basato sull’Aeroporto di Tobruk T.2, ed entrò subito in combattimento. Il 13 giugno conseguì la prima vittoria aerea abbattendo, volando a bordo di un Fiat C.R.42 Falco, un caccia Gloster Gladiator della Royal Air Force su Buq Buq.
Il 24 luglio abbatte un secondo Gladiator, appartenente al No. 33 Squadron, nell’area di Bardia, e tra l’8 agosto e il 27 dicembre gli vengono assegnate altre 10 vittorie in compartecipazione, 5 probabili, e un aereo danneggiato. 
Decorato con una seconda Medaglia d’argento al valor militare,  nel gennaio 1941 rientrò in Italia insieme al suo reparto che deve essere riequipaggiato con i monoplani Aermacchi C.200 Saetta sull’aeroporto di Gorizia.  Promosso capitano per meriti di guerra  il 27 febbraio dello stesso anno, riceve un encomio solenne per il brillante svolgimento di una missione nei Balcani.
Il 16 giugno  il suo reparto viene rischierato sull’aeroporto di Trapani per iniziare le operazioni sull’isola di Malta, e il 27 dello stesso mese abbatte un caccia Hawker Hurricane sopra La Valletta. 
Nel dicembre 1941 il 10º Gruppo fu riequipaggiato con i nuovi caccia Aermacchi C.202 Folgore, e ritornò in Sicilia il 2 aprile 1942, equipaggiato con 26 C.202, basandosi dapprima a Sciacca e poi trasferendosi il giorno 13 a Castelvetrano.
Alle 14.00 del giorno 20 dello stesso mese decollò al comando della 90ª Squadriglia per una missione di caccia libera su Malta. Purtroppo nel corso dell’azione il velivolo del sergente Giovanni Battista Ceoletta entrò in collisione con il suo a 4.000 m di quota su Porto Empedocle. Rimasto intrappolato nel suo aereo, che precipitò in fiamme, vi perse la vita mentre Ceoletta riuscì a lanciarsi con il paracadute venendo tratto in salvo, dopo sei ore di permanenza nella acque del Mediterraneo, da un peschereccio. Fu decorato con la Croce di guerra al valor militare, e nel 1951 con una terza Medaglia d'argento al valor militare concessa "alla memoria".
La salma del capitano Guiducci fu ritrovata da un peschereccio sette mesi dopo,  impigliata nelle reti da pesca, venendo riconosciuta dalla matricola incisa nel paradadute ancora indossato, e da altri particolari tra i quali il portafoglio, miracolosamente, intatto.

### Annotazioni
1. ↑  Prestò giuramento i 19 giugno 1935.
2. ↑  Al comando del tenente colonnello Carlo Romagnoli (pilota), il 10 Gruppo era arrivato in Libia il giorno 9 giugno.
3. ↑  Due gironi dopo il capitano Ranieri Piccolomini Clementini Adami assunse il comando della 90ª Squadriglia.

### Fonti
1. 1 2 3  Gregorio 1943, p. 63.
2. ↑  Alberti 2012, p. 4.
3. 1 2 3 4 5 6 7 8  Gregorio 1943, p. 64.
4. 1 2 3  Gregorio 1943, p. 65.
5. 1 2 3 4 5 6  Gregorio 1943, p. 66.
6. 1 2 3 4 5 6  Dunning 1988, p. 24.
7. 1 2 3 4 5  Gregorio 1943, p. 68.
8. 1 2  Dunning 1988, p. 25.
9. ↑  Ufficio Storico dell'Aeronautica Militare 1977, p. 32.
10. 1 2 3  Circolo della PAN, 1 marzo 2014, p. 7.
11. ↑  Gregorio 1943, p. 69.
12. ↑  Gregorio 1943, p. 70.
13. ↑  Registrato alla Corte dei Conti il 22 luglio 1951, registro n.3 Aeronautica, foglio n.395.